# Loveboat
Loveboat es el noveno álbum de estudio del dueto británico de synthpop Erasure. Fue producido por Erasure y Flood, publicado en el Reino Unido por Mute Records en el año 2000. El sello discográfico del dueto en los Estados Unidos en aquel momento, Maverick Records, archivó el álbum por su "falta de sencillos" y resultó el menos exitoso en términos de ventas y ubicación en listas desde su álbum debut Wonderland de 1986.
Fue severamente criticado por los seguidores de Erasure (y por el mismo Andy Bell) luego de su lanzamiento por su uso extenso de guitarras acústicas, el bajo marcado y el sonido general lo-fi (debidos a la producción de Flood). Loveboat obtuvo sin embargo críticas positivas.
Loveboat no consiguió llegar al Top 40 del Reino Unido con los dos sencillos, aunque sólo uno era elegible para lss listas. Maverick Records, propiedad entonces de Madonna, solicitó la regrabación y remezcla de varias pistas antes de comercializarlo. Aunque "Moon & the Sky" fue retrabajada, Maverick nunca hizo un lanzamiento adecuado y dejó a Erasure fuera de su catálogo. Tres años después de su lanzamiento en el Reino Unido, Mute Records aseguró los derechos para su edición final en los Estados Unidos, donde fue publicado luego de su álbum posterior Other People's Songs.

## Listado de canciones
El álbum apareció en cuatro formatos, el estándar en disco compacto, en disco de vinilo, en casete de cinta magnética de audio y en minidisco de Sony.
Edición en CD
| Loveboat |                      |          |  |
| N.º      | Título               | Duración |  |
| 1.       | «Freedom»            | 3:09     |  |
| 2.       | «Where in the World» | 3:46     |  |
| 3.       | «Crying in the Rain» | 3:46     |  |
| 4.       | «Perchance to Dream» | 4:35     |  |
| 5.       | «Alien»              | 4:32     |  |
| 6.       | «Mad as We Are»      | 3:50     |  |
| 7.       | «Here in My Heart»   | 3:43     |  |
| 8.       | «Love is the Rage»   | 4:09     |  |
| 9.       | «Catch 22»           | 3:38     |  |
| 10.      | «Moon & the Sky»     | 4:22     |  |
| 11.      | «Surreal»            | 5:09     |  |

Edición en LP
Fue el penúltimo material del dúo que se publicó en este formato, aunque en esta forma fue sólo para Europa.

| Lado A |                      |          |  |
| N.º    | Título               | Duración |  |
| 1.     | «Freedom»            | 3:09     |  |
| 2.     | «Where in the World» | 3:46     |  |
| 3.     | «Crying in the Rain» | 3:46     |  |
| 4.     | «Perchance to Dream» | 4:35     |  |
| 5.     | «Alien»              | 4:32     |  |
| 6.     | «Mad as We Are»      | 3:50     |  |

| Lado B |                    |          |  |
| N.º    | Título             | Duración |  |
| 1.     | «Here in My Heart» | 3:43     |  |
| 2.     | «Love is the Rage» | 4:09     |  |
| 3.     | «Catch 22»         | 3:38     |  |
| 4.     | «Moon & the Sky»   | 4:22     |  |
| 5.     | «Surreal»          | 5:09     |  |

Edición en MD
Loveboat fue de los pocos materiales del dúo que apareció en el poco popularizado minidisco de Sony. Esta edición fue sólo para Europa y actualmente ya no está disponible, como el propio formato.

## Créditos
Escrito por: (Clarke/Bell).
- Publicado por: Musical Moments Ltd/Minotaur Music Ltd/Sony/ATV Music Publishing (UK) Ltd.
- Productores: Erasure y Flood.
- Grabado por: Ebby Acquah en 37B y Son Ripoll.
- Ingeniero adicional: Ben Hiller.
- Mezclado por: Rob Kirwan en Windmill Lane y The Instrument.
- Asistido por: Ebby Acquah.
- Masterizado por: Ray Staff en Whitfield St.
- Diseño: Intro.
- Gráficos por computadora: Martin Gardiner.

## Ubicación en las listas
Loveboat llegó al número 45 de la clasificación de álbumes del Reino Unido y al 48 en la de Alemania.
- Datos: Q3084870